# توکای چشم‌برهنه
توکای چشم‌برهنه (نام علمی: Turdus tephronotus) گونهای از پرندگان خانواده توکایان است که در اتیوپی، کنیا، سومالی و تانزانیا یافت می‌شود.
زیستگاه طبیعی آن ساوانای خشک و بوته‌زارهای خشک نیمه‌گرمسیری یا گرمسیری است. در فصل بارندگی زادآوری می‌کند.